# Beren
Beren è un personaggio di Arda, l'universo immaginario fantasy creato dallo scrittore inglese J. R. R. Tolkien. Beren è un uomo della Terra di Mezzo, un eroe la cui storia d'amore con l'elfa Lúthien fu una delle più grandi avventure dei Tempi Remoti.
Il nome della spada di Beren era Dagmor.

## Storia
Beren era il figlio di Barahir ed Emeldir. Fu uno degli uomini della Casa di Bëor del Dorthonion, e il più celebrato eroe della Prima Era. Durante la sua gioventù vi fu la Dagor Bragollach, che determinò la rovina del suo regno. Il giovane Beren visse con suo padre insieme ad undici leali seguaci negli altopiani del Dorthonion, e così vissero da briganti, con grande frustrazione di Morgoth, l'Oscuro Signore di Angband. Ma dopo la rovina della compagnia e la morte del padre, Beren fu costretto a scappare dalla sua terra da Sauron e Draugluin. Così entrò nel Doriath, nascondendosi per molti mesi nei boschi dei sindar; una sera accadde che mentre era in cerca di cibo, essendo affamato da giorni, vide una ragazza solitaria in una radura: era Lúthien, principessa dei Sindar e figlia di Thingol e Melian, mentre felice e sorridente cantava e danzava alla luna, insieme agli uccelli del bosco sotto una limpida volta celeste, e Beren se ne innamorò perdutamente. Lui, non conoscendone il nome, la chiamò a gran voce "Tinùviel, Tinùviel!!!" (usignolo della notte); lei lo sentì e si volse a lui, ma spaventata scappò via; tuttavia, col passare dei giorni, i due si incontravano e avvicinarono sempre di più, finché un giorno si trovarono l'uno di fronte all'altra, e guardandosi negli occhi capirono che i loro destini sarebbero da quel momento stati uniti per sempre.
Per molto tempo Beren si nascose nei boschi del Doriath, e lui e Lúthien si incontravano in segreto, dapprima scambiandosi solo sguardi, e poi passando molto tempo insieme. Era un periodo felice per entrambi, e Beren sembrava aver dimenticato le sofferenze che il suo popolo, come tutti i figli di Ilúvatar, stava patendo a causa di Morgoth.
Ma questi incontri non rimasero segreti a lungo: infatti Thingol sospettava qualcosa dietro alle lunghe assenze della figlia, e le mise dietro delle guardie, che catturarono Beren e lo portarono a Menegroth, al suo cospetto.
Lì, Beren si rivelò come erede di Barahir, e davanti allo stupore ed all'orrore generale, dichiarò il suo amore per Lúthien. Tale amore era impossibile, in quanto lui uomo mortale, lei elfa immortale e figlia di Maiar.
Thingol rifiutò perciò energicamente e con convinzione di concedergli la mano di Lúthien. Ma in cuor suo, sapeva che non poteva andare contro quel destino così impetuoso, e allora pose una condizione in apparenza insormontabile: Lúthien e Beren avrebbero potuto sposarsi solo ed esclusivamente se l'uomo gli avesse portato uno dei Silmaril dalla Corona ferrea di Morgoth. La missione in apparenza era impossibile ma Beren e Lúthien la compirono fino a fondo. In principio, Beren chiese l'aiuto di Finrod Felagund, e lo ottenne, ma furono bloccati da Sauron a Tol-in-Gaurhoth, dove si confrontarono con lui e furono imprigionati. Finrod morì, ma Beren fu salvato da Lúthien, con l'aiuto di Huan, e insieme uccisero Draugluin e Thuringwethil, e usarono le spoglie di questi per penetrare con l'inganno in Angband. Lì giunsero fino al trono di Morgoth, e Lúthien intonò un bellissimo e soporifero canto, che addormentò l'Oscuro Signore. Così Beren staccò con il suo pugnale un Silmaril dalla corona, ma nel tentativo di staccare la seconda gemma, dalla lama si staccò una scheggia che colpì Morgoth sulla gota, il quale lentamente si risvegliò, e il male si scosse nella fortezza. I due, allora, presi dal panico scapparono e giunsero fino alle porte, dove il guardiano, il lupo mannaro Carcharoth - che in precedenza era stato addormentato da Lúthien - ora si era svegliato. Beren tirò fuori il Silmaril e lo rivolse verso il lupo, sperando di allontanarlo, ma Carcharoth spalancò le fauci e mozzò la mano di Beren insieme al gioiello (così fu che Beren venne chiamato Erchamion, il Monco). Il lupo, le cui budella bruciavano della fiamma del Silmaril, impazzì ed iniziò a correre senza sosta, travolgendo e uccidendo chiunque trovasse davanti. Lúthien e Beren vennero poi tratti in salvo dalle aquile di Manwë. Beren allora tornò da Thingol, che vide ciò che era accaduto, e prese parte con lui alla caccia di Carcharoth, insieme a Beleg, Mablung e Huan.
Quando il lupo fu trovato, Huan, il cane di Valinor, lottò con lui e lo uccise, e a sua volta ne restò ucciso. Ma Beren fu ferito mortalmente da Carcharoth, anche se la missione era compiuta. A quel punto il Silmaril fu tratto da Carcharoth e messo nella mano che restava a Beren. Lui, grazie al contatto col gioiello, tornò in vita e lo consegnò a Thingol, e dopo morì definitivamente. Lúthien non poté reggere un tale dolore e anche la sua anima si allontanò dalla Terra di mezzo. Arrivata alle Aule di Mandos cantò così soavemente che lo stesso Mandos ne fu commosso, e con l'assenso di Manwë consentì a Beren di tornare in vita insieme a Lúthien, che rifiutò l'immortalità solitaria che le era stata concessa per stare, piuttosto, con lui. Così i due vissero nuovamente, e abitarono in Tol Galen in mezzo al fiume Adurant dell'Ossiriand. Lì stettero separati da tutti gli altri mortali; ella sarà l'unica tra il popolo dei Primogeniti a conoscere la vera morte. Beren fu coinvolto negli eventi della Prima Era solo un'altra volta, quando sconfisse i nani che avevano ucciso Thingol e rubato la Nauglamír (e il Silmaril con essa) e stavano devastando ciò che restava del Doriath.
Lúthien diede a Beren un figlio, chiamato Dior, erede di Thingol, considerato una delle creature più belle che mai vissero, a causa della sua origine umana, elfica e Ainu. Attraverso la sua discendenza, fu preservato il sangue di Beren e Lúthien tra gli eldar e gli edain.

## Curiosità
Sulla lapide condivisa dai coniugi Tolkien sono incisi, oltre ai nomi ed agli anni di nascita e di morte, i nomi Beren e Lúthien, come può constatare chiunque si rechi in visita alla loro tomba nel cimitero di Wolvercote, Oxford.

## Musica
Il gruppo black metal Summoning ha composto un brano dal titolo Land of the Dead dedicato a Beren e Lúthien. Il pezzo parla di Tol Galen: il luogo ove Beren e Lúthien andarono a vivere dopo essere tornati in vita (il nome difatti significa "Terra dei morti che vivono").

## Altri personaggi chiamati Beren
- Un Beren precedente, figlio più giovane di Belemir e Adanel, fu il padre di Emeldir, e nonno di Beren Erchamion.
- Un altro Beren fu un sovrintendente di Gondor negli anni 2743 - 2763 della Terza Era. Sotto il suo dominio la fortezza di Isengard fu ceduta a Saruman come guardia per Gondor.